# Adelheid Salles-Wagner

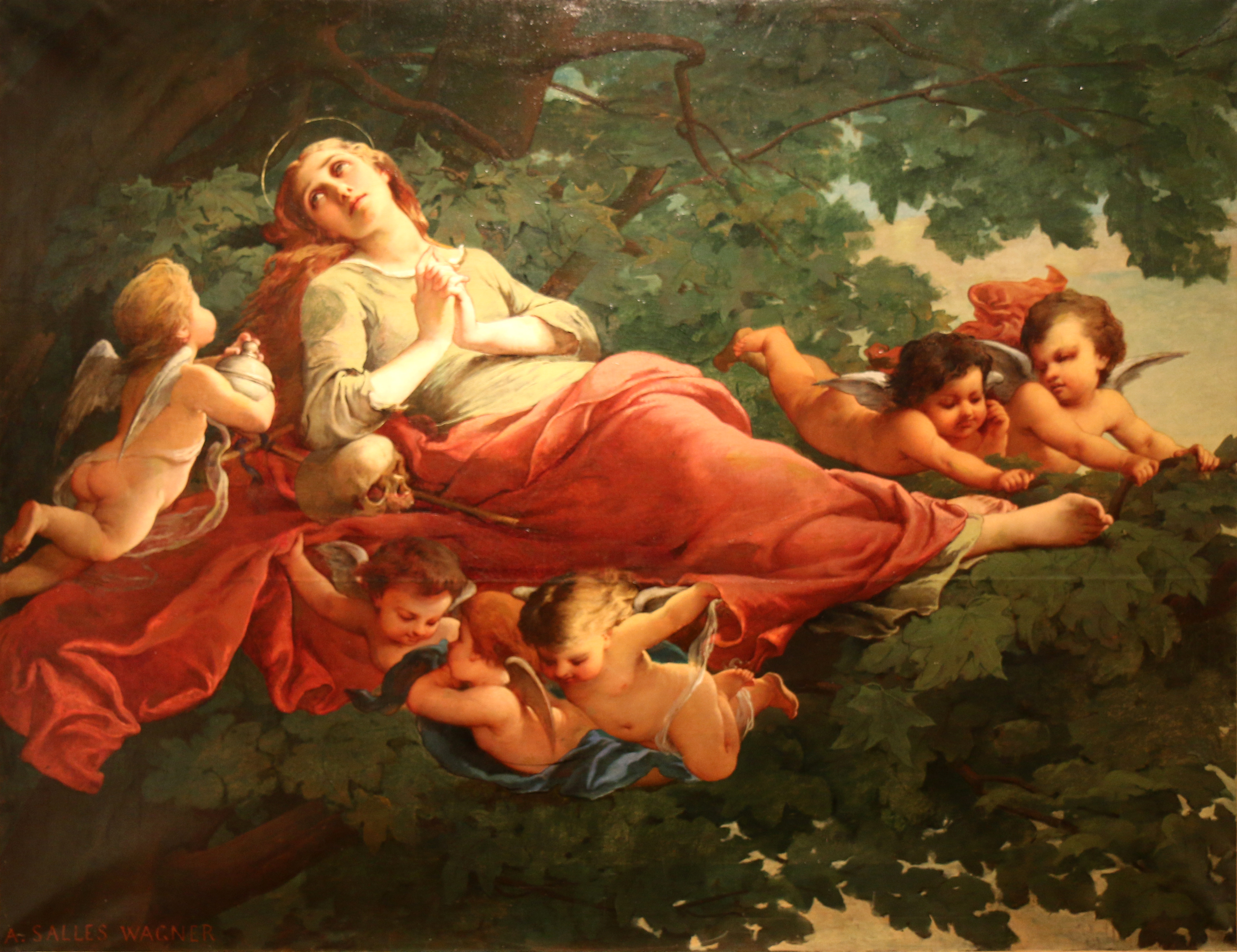
Adelheid Salles-Wagner

Adelheid Salles-Wagner (* 1825 in Dresden; † 2. Juli  1890 in Paris) war eine deutsch-französische Porträtmalerin und Historienmalerin.

## Leben
Adelheid Salles-Wagner wurde in Dresden geboren und an der dortigen Akademie ausgebildet. Ihre Schwester war die Malerin  Elise Wagner (1828–1895). die Alexandre Puyroche (1828–1916) heiratete und unter dem Namen Elise Wagner-Puyroche bekannt wurde. Sie war eine Enkelin des Baumeisters Gottlob Friedrich Thormeyer. Adelheid Wager wurde ab 1866 in Paris Schülerin von Claude Jacquand und Léon Cogniet. Sie heiratete in Nimes den Maler Jules Salles-Warner (1814–1898). Adelheid malte Ölgemälde und Pastelle. In der Bayerischen Staatsbibliothek München wird ein Brief von ihr an einen unbekannten Empfänger aufbewahrt. Sie starb am 2. Juli 1890 in Paris.

## Werke (Auswahl)
- Psyche im Olymp
- Die Tochter Evas
- Elias in der Wüste
- Das Echo
- Königin Bertha
- Die Parzen
- Die Nymphe Arethusa
- Die Klage um Jephta